# Otto Schreiber (Politiker)
Otto Karl Christian Schreiber (* 3. September 1897 in Cöthen; † 4. Juni 1946 im Speziallager Nr. 1 Mühlberg) war ein deutscher Jurist und Kommunalpolitiker der NSDAP. Er war ab 1932 Zweiter Bürgermeister und von 1933 bis 1945 Oberbürgermeister der Stadt Reichenbach im Vogtland im Freistaat Sachsen.

## Leben
Schreiber war der Sohn des Fleischermeisters Otto Schreiber aus Köthen und dessen Ehefrau Berta, geborene Fischer. Er ging nach der Schulausbildung 1916 zum Studium der Rechts- und Staatswissenschaften an die Universität Leipzig. Wenig später wurde er zum Wehrdienst im Ersten Weltkrieg einberufen. Gegen Ende des Krieges geriet er in englische Kriegsgefangenschaft. 1919 setzte er das Studium an der Universität Kiel fort und promovierte 1923 zum Dr. jur. Das Thema seiner Dissertation lautete Die Entwicklung der Arbeitsverhältnisse im deutschen Fleischergewerbe (-handwerk) unter besonderer Berücksichtigung des Einflusses seiner modernen Arbeitnehmer- und Arbeitgeberkoalitionen. 
Er trat später der NSDAP bei und wurde 1932 Zweiter Bürgermeister der Stadt Reichenbach. Ab 1. April 1934 war er für zwölf Jahre Oberbürgermeister in Reichenbach. Er wurde Mitglied mehrerer Aufsichts- und Verwaltungsräte.
Während seiner Amtszeit wurden die in der Stadt verbliebenen Mitglieder der jüdischen Gemeinde Reichenbachs schrittweise deportiert. Während im Juni 1933 noch 19 Mitglieder gezählt wurden, blieben 1940 noch vier Juden übrig. Daneben wurde gegen politisch Andersdenkende sowie missliebige Personen und gegen Homosexuelle vorgegangen.